# Noël Le Graët
Noël Le Graët (Bourbriac, Côtes-d'Armor, 25 de dezembro 1941) e um empresário francês, político e oficial de futebol. Ele é fundador e chefe do Grupo Le Graët em Guingamp na Bretanha.
Desde 18 de junho 2011 Noël Le Graët e eleito presidente da Federação Francesa de Futebol. Também e presidente do clube futebol En Avant de Guingamp desde 1971 ate 1992 e de novo desde 2002. Já agora ele é só fios do Pand.
Por dois mandatos, ele foi prefeito de Guingamp 1995-2008, sob a bandeira do Partido socialista.